# ルネ・プレヴァン
ルネ・プレヴァン（フランス語：René Pleven、1901年4月15日 – 1993年1月13日）は、フランスの政治家。ヴァンサン・オリオール政権にて首相を務めた。

## 生涯
1901年4月15日にレンヌに誕生する。第二次世界大戦中は自由フランスに参加した。戦後、レジスタンス組織を広範に結集した中道右派政党のレジスタンス民主社会主義連合（Union démocratique et socialiste de la Résistance、UDSR）結成に参加した。自由フランス時代、フランス第四共和政にあって幾多の閣僚を経て、1950年7月から1951年3月、1951年8月から1952年1月までの2度に渡り首相を務めた。主な業績としては、フランス・イタリア・西ドイツ・ベネルクス三国による欧州防衛共同体構想（プレヴァン・プラン、1950年）の策定が挙げられる。
1993年1月13日にパリで亡くなった。91歳であった。